# Зимовање у Јакобсфелду
Зимовање у Јакобсфелду је југословенски филм из 1975. године. Режирао га је Бранко Бауер, а сценарио су написали Арсен Диклић, Бранко Бауер и Борислав Гвојић.
Овај филм представља наставак филма Салаш у Малом Риту, који је снимљен годину дана касније. Радња филма се одиграва у измишљеном војвођанском селу Јакобсфелду, које је насељено Немцима - фолксдојчерима, а филм је сниман у селу Овчи, у близини Панчева.
Филм је 1975. године учествовао на Фестивалу југословенског филма у Пули, на којем је освојио неколико награда:
- Велика сребрна арена за најбољи филм
- Златна арена за сценарио - Арсен Диклић и Бранко Бауер
- Диплома за улогу - Славко Штимац
- Награда публике „Јелен“ (највише гласова)

Филм је 1975. године учествовао на Филмским сусретима у Нишу, на којем је освојио следеће награде:
- Велика повеља жирија Слободану Перовићу
- Награда Вечерњег листа Славку Штимцу
- Награда жирија публике Славку Штимцу као најпопуларнијем глумцу

## Радња
Два дечака упућена су из партизанског одреда у село да презиме. Један се успут разболи, а други одлази у оближње немачко село где успева да се запосли као слуга. Ноћу, кришом негује друга сакривеног у оближњој мочвари, да би га најзад сакрио у газдиној штали. Зимовање траје све док их илегална ослободилачка организација не открије и изведе из села.

## Улоге
| Глумац                | Улога                        |
| --------------------- | ---------------------------- |
| Славко Штимац         | Милан Маљевић                |
| Светислав Гонцић      | Раша Петров                  |
| Слободан Перовић      | Јакоб Јерих                  |
| Милан Срдоч           | Петер                        |
| Љубица Ковић          | Марта Јерих                  |
| Горан Султановић      | Ханс Лајтер                  |
| Радмила Гутеша        | Секретарица                  |
| Михаило Јанкетић      | Љубa Шлог                    |
| Томо Курузовић        | Фанка, ветеринар             |
| Мића Татић            | Стева Петров, Рашин отац     |
| Мира Динуловић        | Миланка Петров, Рашина мајка |
| Жика Миленковић       | Јоца                         |
| Мирољуб Лешо          | Петар Маљевић, Миланов брат  |
| Миливоје Томић        | Берберин                     |
| Данило Чолић          | Партизански командант        |
| Гизела Вуковић        | Лина, Миланова тетка         |
| Данило Бата Стојковић | Дамјан                       |
| Мира Пеић             | Ана                          |

## Културно добро
Југословенска кинотека је, у складу са својим овлашћењима на основу Закона о културним добрима, 28. децембра 2016. године прогласила сто српских играних филмова (1911—1999) за културно добро од великог значаја. На тој листи се налази и филм "Зимовање у Јакобсфелду".